# NGC 165

NGC 165

NGC 165 هي مجرة حلزونية ضلعية تقع في كوكبة قيطس. وقد تم اكتشافها في عام 1882 من قبل فيلهلم تمبل و تم وصفها بأنها «باهتة، كبيرة، نجوم في مركز الشرقية 2» من قبل جون لويس إميل دراير.